# 板瓦

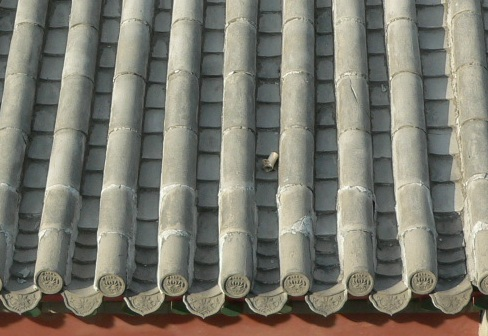
筒瓦屋顶上的仰板瓦

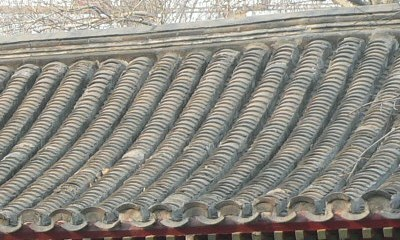
仰合瓦屋顶由仰板瓦和合板瓦组成

板瓦是瓦的一种，并非平板，而是带有弧度，由筒型陶坯四剖或六剖制成，即弧度为圆筒的四分之一或六分之一。 
仰瓦两侧称为瓦翅，瓦翅向上铺在屋顶为仰板瓦，其上可覆筒瓦，构成筒瓦屋顶，也可覆瓦翅向下的板瓦，构成仰合瓦屋顶。
用于装饰檐口的板瓦，靠屋檐的一头则有垂尖式或鱼唇式装饰，称为滴水（宋代称重唇板瓦）。

## 历史
2000年在郑州商城遗址出土了几块商代前期的灰陶板瓦，距今3500多年，这是迄今发现的世界最早的板瓦。
宋代《营造法式》规定，板瓦有七种规格，宽自九寸五分至三寸五分。清代普通板瓦宽自八寸至三寸八分，琉璃板瓦宽自一尺一寸至六寸。